# Amýntaio
Amýntaio (Amyntaio) är en kommunhuvudort i Grekland.   Den ligger i prefekturen Nomós Florínis och regionen Västra Makedonien, i den norra delen av landet, 300 km nordväst om huvudstaden Aten. Amýntaio ligger 579 meter över havet och antalet invånare är 3 671.
Terrängen runt Amýntaio är kuperad norrut, men söderut är den platt.Runt Amýntaio är det ganska glesbefolkat, med 32 invånare per kvadratkilometer. Närmaste större samhälle är Ptolemaida, 19,4 km söder om Amýntaio. Trakten runt Amýntaio består till största delen av jordbruksmark.